# Gui Campos
Gui Campos (Brasília, 23 de fevereiro de 1980) é um cineasta e músico brasileiro.

## Biografia
Gui Campos é diretor, roteirista, produtor executivo, montador/editor de cinema e músico.
Mestre em Comunicação audiovisual pela Universidad Antonio de Nebrija (Madrid - Espanha) e graduado em Jornalismo pela Universidade de Brasília - UnB (2001-2004), criou com amigos a produtora Lumiô Filmes ainda na universidade. Como projeto final de graduação, escreveu e dirigiu o curta-metragem “Sequestramos Augusto César”, premiado em importantes festivais como Brasília (Troféu Câmara Legislativa) e Gramado (Melhor ator).
Atuou como diretor, roteirista, assistente de direção, fotógrafo e montador em diversos filmes e publicidades. Foi fotógrafo de Domingos de Oliveira na cine-peça Turbilhão, protagonizada por Luana Piovani e Jonas Bloch. Trabalhou como fotógrafo e câmera nos cursos de atuação de Sergio Penna (Bicho de Sete Cabeças, Carandiru, Gonzaga, Bruna Surfistinha, Heleno, e na TV Verdades Secretas, O Canto da Sereia, Dupla Identidade, entre outros). 
Em 2019 produziu o curta-metragem Pela luz do teu olhar, da diretora Flávia Aguiar. 
Em 2018 dirigiu o especial de natal da Globo DF Fuga de Natal.
Em 2017, co-dirigiu em parceria com Ana Cristina Costa e Silva a série A Escola dos Mistérios, exibida pela TV Brasil. 
Em 2016 estreou o curta Rosinha, estrelado por Maria Alice Vergueiro, Andrade Junior e João Antonio. Considerado pela revista Papo de Cinema como um dos 10 melhores curtas brasileiros de 2016, com mais de 40 prêmios em festivais como Gramado (Melhor filme, Melhor roteiro, Prêmio aquisição do Canal Brasil e Prêmio Especial do Júri para Maria Alice Vergueiro), Huesca – Espanha (1º prêmio do júri), Rencontres de Toulouse (Prix Révélation) e Biarritz - França (Menção Especial). O prêmio em Huesca o qualificou para disputar a seletiva do Oscar. No mesmo ano lançou também o filme Levino , que estreou no Festival de Havana (co-dirigido com David Alves). 
Em 2011 dirigiu o curta Imperfeito, prêmio de Melhor Fotografia no Festival de Brasília do Cinema Brasileiro. 
Estreou no cinema em 2004 com seu curta-metragem de graduação Seqüestramos Augusto César, vencedor do Kikito de Melhor Ator na Competição 16mm do Festival de Gramado em 2005.
Como músico, é atualmente guitarrista da banda Saci Wèrè. Foi cavaquinista na banda Sistema Criolina e nos grupos de choro Folha Seca, Cinco no Eixo e Choro Porteño (em Buenos Aires).  

### Vida Acadêmica
- Universidad Antonio de Nebrija (Espanha): Mestrado em Comunicação Audiovisual
- UnB - Universidade de Brasília: Jornalismo

## Filmografia
| Ano  | Filme                             | Função                                                         | Formato                     |
| ---- | --------------------------------- | -------------------------------------------------------------- | --------------------------- |
| 2019 | Pela luz do teu olhar             | Produtor Executivo e Compositor                                | Curta-metragem              |
| 2018 | Fuga de Natal                     | Diretor, Roteirista e Compositor                               | Média-metragem para TV      |
| 2017 | A Escola dos Mistérios            | Diretor                                                        | Série para TV               |
| 2016 | Rosinha                           | Diretor, Roteirista, Montador, Produtor Executivo e Compositor | Curta-metragem              |
| 2016 | Levino                            | Roteirista, Diretor e Editor                                   | Curta-metragem documentário |
| 2011 | Imperfeito                        | Diretor, Roteirista, Montador, Produtor Executivo e Compositor | Curta-metragem              |
| 2011 | 10 bonequinhos pedreiros de 19,99 | Roteirista                                                     | Curta-metragem              |
| 2011 | Deus                              | Roteirista                                                     | Curta-metragem              |
| 2004 | Seqüestramos Augusto César        | Diretor, Roteirista e montador                                 | Curta-metragem              |